# André Rafael Tavares Fonseca
André Rafael Tavares Fonseca, hay Rafa (sinh ngày 11 tháng 3 năm 1992) là một cầu thủ bóng đá người Bồ Đào Nha thi đấu cho UD Oliveirense ở vị trí tiền đạo.

## Sự nghiệp câu lạc bộ
Anh ra mắt chuyên nghiệp tại Giải bóng đá hạng nhất quốc gia Bồ Đào Nha cho UD Oliveirense vào ngày 22 tháng 1 năm 2012 trong trận đấu trước Freamunde.